# Ruth Podgornik Reš

Ruth Podgornik Reš, slovenska vrtnarica in rekreativna športnica. * 30. januar 1963, † 27. december 2012, na poti s Krme proti Kredarici.

## Življenje in delo
Reševa je študirala na ljubljanski biotehniški fakulteti. Bila je priljubljena vrtnarica. Dolga leta je pripravljala in vodila oddajo o vrtnarjenju na Radiu Triglav. Pisala je članke v več časopisov in revij (Družina, Delo) ter izdala več monografij o vrtnarjenju. 
Poleg tega je bila uspešna ultramaratonka, med drugim je leta 2011 kot prva Slovenka uspešno pretekla Špartatlon, 246,8 km dolgo preizkušnjo med Atenami in Šparto, na kateri je dosegla drugo mesto med ženskami.
Umrla je 27. decembra 2012, ko jo je na poti s Krme proti Kredarici zasul snežni plaz.